# اچ‌ام‌اس نیوهمپشایر (۱۶۹۸)
اچ‌ام‌اس نیوهمپشایر (۱۶۹۸) (به انگلیسی: HMS Hampshire (1698)) یک کشتی بود که طول آن ۱۳۲ فوت (۴۰٫۲ متر) بود.